# Ustawy Zgromadzenia Kalifornii nr 1792 i 1793
Ustawy Zgromadzenia Kalifornii nr 1792 i 1793 – dwie proponowane ustawy Lelanda Yee, zwykle nazywane ustawami o ultrabrutalnych grach lub po prostu zakazem gier wideo, które miały zabraniać sprzedaży „ultrabrutalnych” gier wideo małoletnim w Kalifornii. Ustawa nr 1792 zakazywała sprzedaży gier, natomiast ustawa nr 1793 wymagała umieszczenia oznaczeń o tych regulacjach na danych grach. Obydwie ustawy przeszły przez Zgromadzenie i zostały podpisane przez gubernatora Arnolda Schwarzeneggera 7 października 2005. 21 grudnia 2005 prawo zostało jednak odrzucone przez sędziego Ronalda Whyte'a przed wejściem w życie z początkiem roku 2006, gdyż uznał on, że gry komputerowe są chronione przez Pierwszą Poprawkę.